# ادمیلسون کوریا
ادمیلسون کوریا (انگلیسی: Ademilson؛ زادهٔ ۹ اکتبر ۱۹۷۴) بازیکن سابق فوتبال اهل برزیل است که در پست مهاجم بازی می‌کرد.